# 554704 Szeppataki
554704 Szeppataki este o planetă minoră (asteroid) din centura de asteroizi. A fost descoperită pe 23 octombrie 2012 la Piszkéstetői Obszervatórium⁠(d) de . 
Obiectul prezintă o orbită caracterizată de o semiaxă mare de 2,9535039612464 UAi, o excentricitate de 0,097738395664658, o înclinație de 7,9372511287331 ° în raport cu ecliptica.